# Cyrtopogon pedemontanus
Cyrtopogon pedemontanus là một loài ruồi trong họ Asilidae. Cyrtopogon pedemontanus được Bezzi miêu tả năm 1927. Loài này phân bố ở vùng Cổ Bắc giới.